# Matyáš Šlik
Matyáš Šlik (německy Mathäus Schlick, či také Matthes Schlick, asi 1400 – 16. září 1487) byl český šlechtic, pán na Lokti, Falknově, Ostrově a Holíči, byl český šlechtic, místodržitel a purkrabí. Byl bratrem kancléře Kašpara Schlicka.

## Život
Matyáš Šlik pocházel z vlivného českého šlechtického rodu Šliků. Narodil se v Chebu jako jedno z osmi dětí podnikatele a rádce Jindřicha Šlika a Konstancie z Collalta markraběnky z Trevisa.
Od roku 1431 sloužil jako tajemník krále Zikmunda. Byl spoludědicem města a panství Loket, který byl jeho rodu udělen jako náhrada za ztrátu italského města Bassano.
V roce 1432 se zapsal na univerzitu v Bologni a o rok později byl jmenován proboštem ve Staré Boleslavi. 31. května 1433 byli on a jeho bratr Kašpar císařem Zikmundem v Římě na mostě přes Tiberu povýšeni do rytířského stavu. O několik měsíců později byl Matyáš jmenován falckrabětem.
Básník Osvald z Wolkensteinu ho zmiňuje jako účastníka cesty do Říma během útoku na Ronciglione.
Dne 27. ledna 1434 se stal císařským baronem, 31. října 1437 byl jmenován říšským hrabětem z Pasounu (Bassano del Grappa) a v roce 1449 hrabětem z Holíče. V letech 1436–1436 působil jako guvernér a správce měst Loket a Cheb. Kašpar Šlik a jeho bratři si měli falšováním dokumentů přivlastnit různé tituly a majetky. V roce 1435 Matyáš a jeho bratr Kašpar Šlik jako dar od císaře Zikmunda obdrželi panství Falknov (Sokolov) a Jindřichovice, avšak teprve potvrzením císaře Albrechta z 22. ledna 1438 se převod vlastnictví stal legálním. V roce 1436 mu císař zastavil zlatou obětinu erfurtských Židů.
Po smrti staršího bratra Kašpara Matyáš v roce 1449 převzal purkrabský úřad v Lokti. Běkem 38 let jeho vlády tvrdou rukou došlo ke konfliktům s chebskými občany, kteří se postavili otevřeně proti němu. Byl obviňován z arogance a touhy po moci.
Během husitských válek, ve kterých se Matyáš Šlik coby člen katolické unie postavil proti králi Jiřímu z Poděbrad, byla Šlikova území zničena a vypleněna.
V roce 1462 zakoupil panství Hartenberg. V 1471 se pokusil postoupit léno Loket a Ostrov saskému kurfiřtovi, čemuž však loketští občané zabránili. Při rozdělování dědictví v roce 1472 získal Matyáš alodiální panství Loket, Falknov a Jindřichovice a jeho synovec Václav Šlik panství Hartenberg, Luby (Schönbach) a Cheb.

### Závěr života

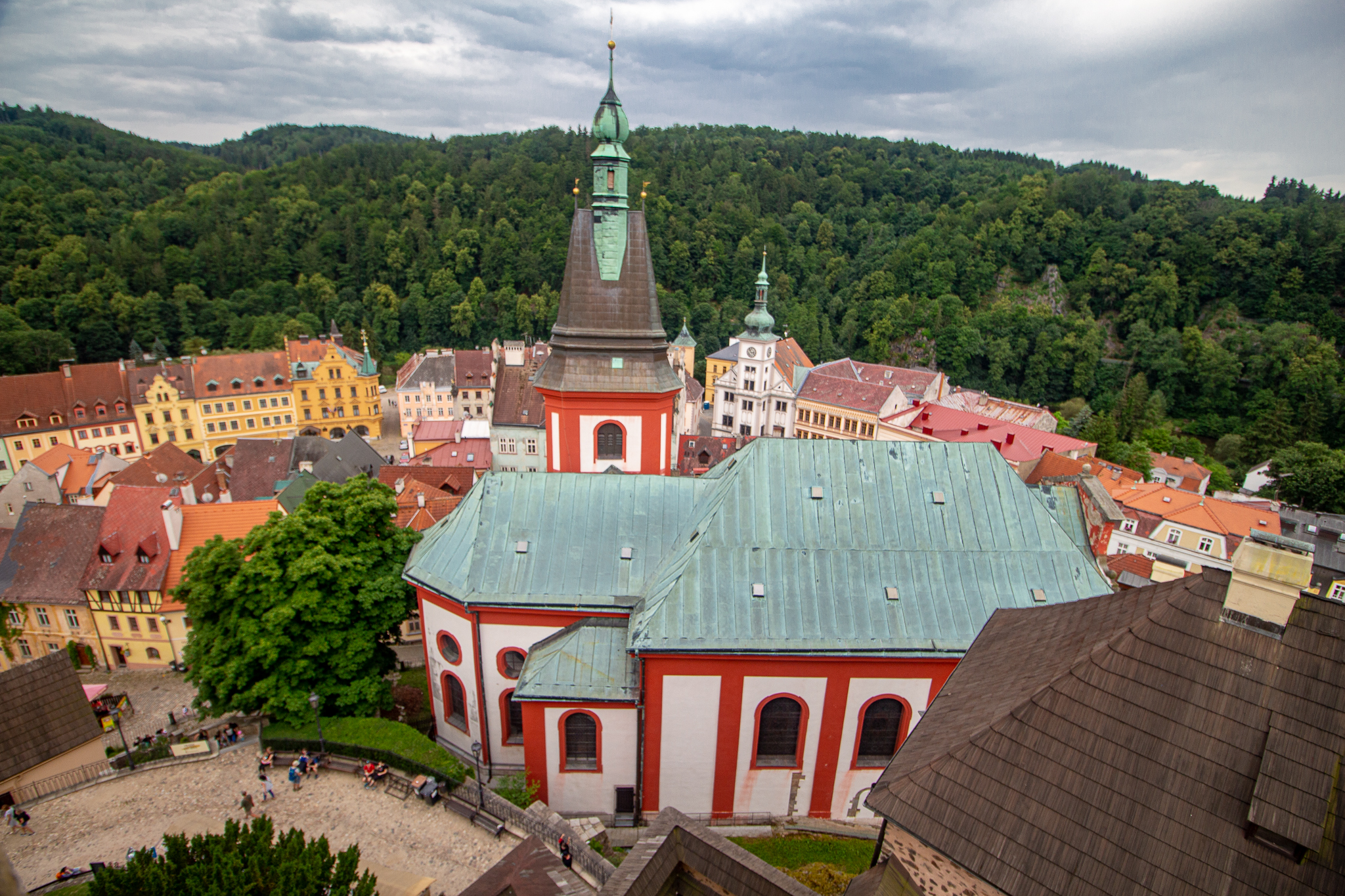
Kostel sv. Václava v Lokti pod královským hradem, místo posledního odpočinku Matyáše Šlika.

Matyáš Šlik zemřel v den sv. Ludmily roku 1487 a byl pohřben v loketském kostele sv. Václava po levé straně oltáře. Nápis na jeho náhrobku zněl:
| „ | „qui justo titulo Dominus Eindogae ad quinquaginta duos annos possedit, cuius anima sit in pace!“ | “ |

Dědictví po něm bylo rozděleno mezi jeho tři syny, Mikuláše, Jeronýma a Kašpara. Ti si také rozdělili hraběcí panství na linie falknovskou, loketskou a ostrovskou, z nichž posledně jmenovaná existuje dodnes.

## Rodina
Hrabě Matyáš Šlik se oženil s Kunhutou Seinsheimskou ze Schwarzenberka († 2. září 1469 v Chebu), dcerou Erkingera I. ze Seinsheimu svob. pána ze Schwarzenbergu. Manželé měli několik dětí:
- Mikuláš († 1522), ⚭ Barbora Schenková z Tautenburka († 1546)
- Anna, ⚭ Bušek ze Seebergu
- Kašpar (asi 1437–1505), ⚭ Alžběta z Gutenštejna
- Jeroným († 1491), ⚭ ? z Zelkingu
- Konstancie